# علی‌رضا قراگوزلو (بهاءالملک)
علی‌رضا خان بهاءالملک قراگوزلو (۱۳۰۳ق - ۱۳۳۳خ تهران) از دولتمردان دوره قاجار و پهلوی، رئیس دیوان عالی کشور و نماینده همدان در دوره چهارم مجلس شورای ملی بود. 
در ۱۳۰۳ هجری قمری (۱۲۶۴ یا ۱۲۶۵ خورشیدی) به دنیا آمد. پدرش سرتیپ علی‌قلی خان بهاءالملک و پدربزرگش سرتیپ حاج امان‌الله خان بهاءالملک از خوانین قراگوزلو همدان و مالکان بزرگ این ولایت بودند.  او در دوره چهارم به نمایندگی همدان به مجلس شورای ملی رفت. ورود نمایندگان همدان به مجلس ماهها پس از آغاز به کار مجلس رخ داد و اعتبارنامه بهاءالملک در ۲۷ بهمن ۱۳۰۰ به تصویب مجلس رسید. 
بهاءالملک دوه نمایندگی اش را به آخر نرساند. یک سال بعد در آستانه نوروز در کابینه مستوفی‌الممالک وزیر مالیه شد و از مجلس رفت. در ۲۵ خرداد ۱۳۰۲ با استعفای دولت مستوفی‌الممالک او نیز کنار رفت و دیگر مسئولیتی در دولت نپذیرفت و به مشاغل قضائی مشغول بود. تا اینکه در ۱۸ امرداد ۱۳۲۱ قوام‌السلطنه او را به عنوان وزیر دادگستری کابینه خود به مجلس معرفی کرد. در پی حوادث هفدهم آذر آن سال، قراگوزلو و چند تن دیگر از اعضای کابینه قوام از شغل خود استعفا دادند. قراگوزلو پس از آن به ریاست دیوان عالی کشور منصوب شد.
از بهاءآلملک ترجمه ای از آثار منتسکیو درباره رومیان به چاپ رسیده است. ادیب پیشاوری در اواخر عمر در تهران در خانه او اقامت داشت و برخوردار از حمایت او بود. در همان خانه هم درگذشت. 
بهاءالملک در نوزدهم خرداد ۱۳۳۳ در تهران درگذشت و در آرامگاه خانوادگی در باغ اعتمادیه همدان به خاک سپرده شد. او بخشی از درآمد روستاهایی را که مالک بود وقف درمانگاه اعتمادیه کرد که در همین باغ برپا شد. 
میرزا ابوالقاسم خان ناصرالملک قراگوزلو نایب السلطنه احمدشاه قاجار دایی بهاءالملک بود.